# پرزنتزانو
پرزنتزانو (به ایتالیایی: Presenzano) یک کومونه در ایتالیا است که در استان کسرتا واقع شده‌است.

## خصوصیات
پرزنتزانو ۳۱٫۷ کیلومترمربع مساحت و ۱٬۶۹۷ نفر جمعیت دارد و ۳۵۰ متر بالاتر از سطح دریا واقع شده‌است.